# 史密斯海

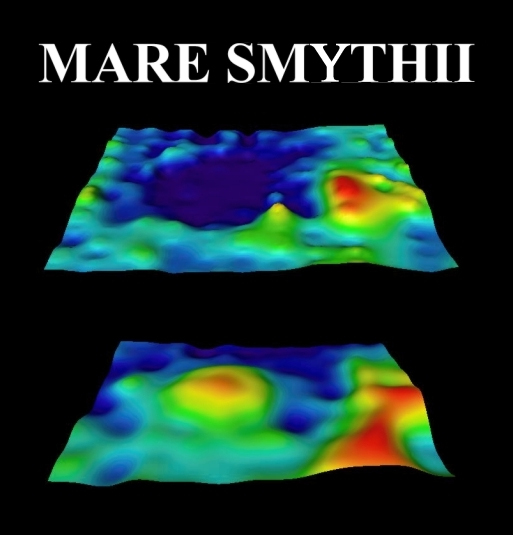
這張圖顯示史密斯海的地形(上圖)和相對應的重力(下圖)訊息，揭示了其中心有一個質量瘤。

史密斯海(Mare Smythii)是位于月球近月面赤道最东侧边缘上的一座月海。月海所在的史密斯海盆地为前酒海纪代，而环月海周围的地表特征则属酒海纪代，月海本身，即构成月海的地表层是一种覆盖着爱拉托逊纪玄武岩的晚雨海世高铝质玄武岩。
从空间探测器上才能清楚地看到史密斯海，可以把一座不难辨认的舒伯特环形山作为寻找它的良好地标。
史密斯海分布着数量较多的底表面开裂的陨石坑，包括显目独特的霍尔丹陨石坑，这可能是由于月海下涌出岩浆的抬升所导致。
纳皮尔环形山坐落在月海的北部并构成了界海南侧边缘的一部分，它也正位于舒伯特环形山和卫星坑"舒伯特 B"的西北。史密斯海南部边缘上被黝黑的月海熔岩所填塞的是克斯特纳环形山。
史密斯海得名于19世纪英国天文学家威廉·亨利·史密斯。

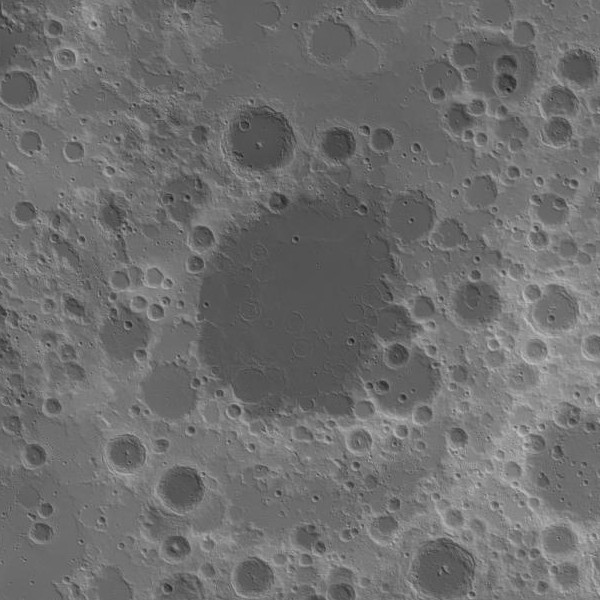
史密斯地形图
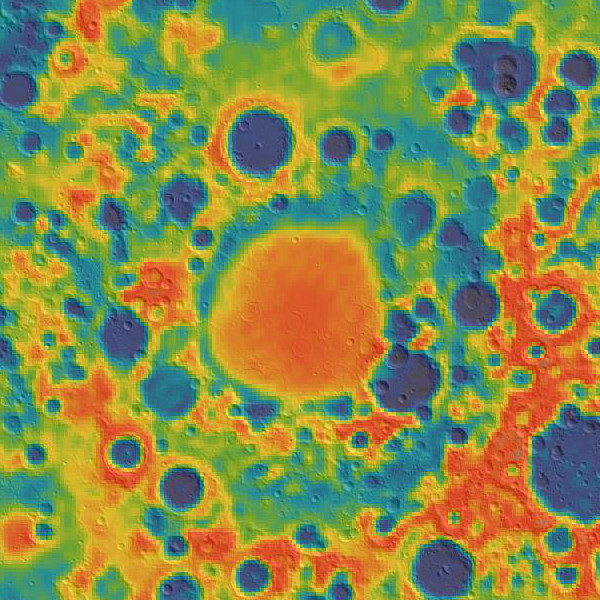
根据圣杯号飞船数据测绘的重力图
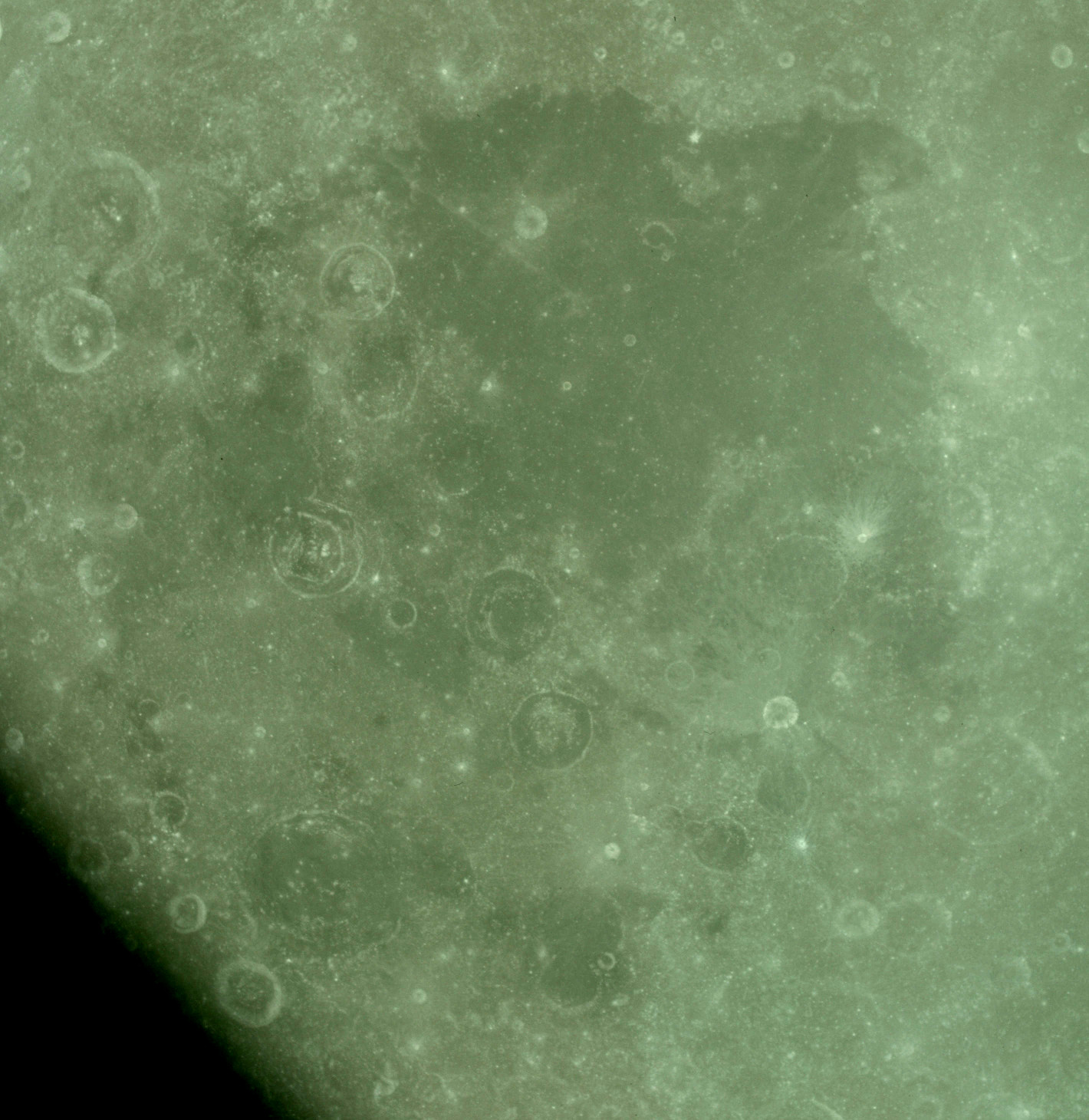
从阿波罗10号看到的视图
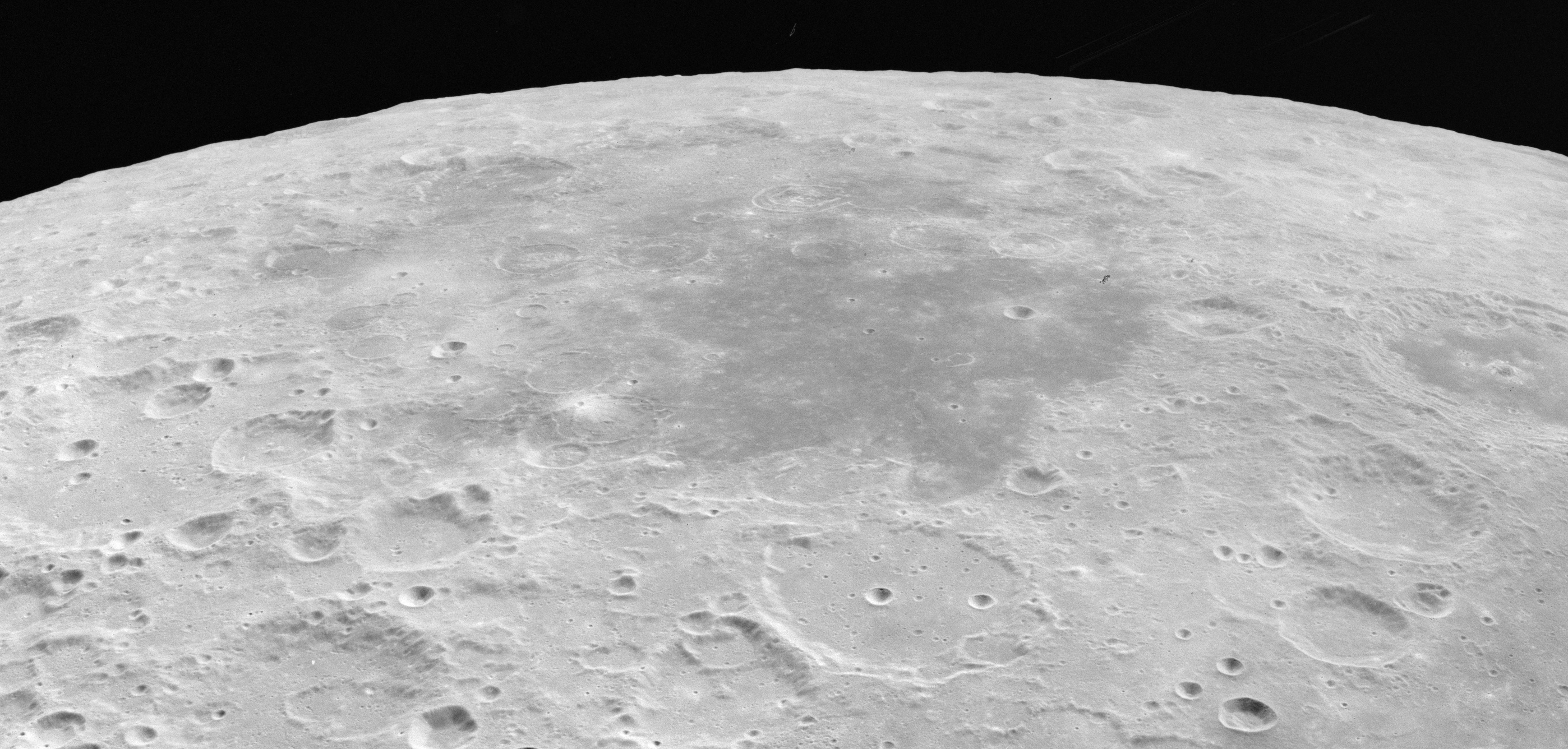
来自阿波罗16号的斜视图